# Piotr Kubatkin
Piotr (Nikołajewicz) Kubatkin (ros. Пётр Николаевич Кубаткин, ur. w listopadzie 1907 we wsi Kolbierowski Rudnik w ówczesnej guberni jelizawetgradzkiej (obecnie obwód kirowohradzki), zm. 27 października 1950) – generał porucznik, oficer radzieckich organów bezpieczeństwa i wywiadu, m.in. od czerwca do września 1946 roku szef I Zarządu (wywiad zagraniczny) Ministerstwa Bezpieczeństwa Państwowego ZSRR.

## Życiorys
Zanim wstąpił do organów bezpieczeństwa, od 1921 do 1927 roku pracował w kopalni, następnie od 1927 do 1929 roku działał w Komsomole.
Do organów bezpieczeństwa wstąpił we wrześniu 1929 i do 1932 służył w pogranicznych wojskach (PO) przy Zjednoczonym Państwowym Zarządzie Politycznym (OGPU). Następnie od 1932 do 1937 roku służył w oddziałach wojsk OGPU (od 1934 Głównego Zarządu Bezpieczeństwa Państwowego) obwodu odeskiego. 22 marca 1936 mianowany młodszym porucznikiem bezpieczeństwa państwowego. W 1937 roku ukończył główną szkołę Ludowego Komisariatu Spraw Wewnętrznych i rozpoczął pracę w centralnych organach NKWD ZSRR; od 25 lipca 1938 porucznik, od 4 kwietnia 1939 starszy porucznik, a od 13 czerwca 1939 starszy major bezpieczeństwa państwowego. W 1939 roku sekretarz Głównego Zarządu Bezpieczeństwa Państwowego NKWD, a w latach 1939–1941 stał na czele zarządu bezpieczeństwa państwowego obwodu moskiewskiego, zaś od sierpnia 1941 do 1946 roku, obwodu leningradzkiego (Głównego Zarządu Bezpieczeństwa Państwowego-Ludowego Komisariatu Bezpieczeństwa Państwowego) (od 31 lipca do 23 sierpnia 1941 szef 3 Wydziału Specjalnego NKWD ZSRR), od 14 lutego 1943 komisarz bezpieczeństwa państwowego III rangi, a od 9 lipca 1945 generał porucznik. Następnie w lipcu 1946 zastąpił na stanowisku szefa I Zarządu (wywiad) Ministerstwa Bezpieczeństwa Państwowego, majora bezpieczeństwa państwowego Pawła Fitina. Od września 1946 do 1949 roku pełnił służbę szefa MGB obwodu charkowskiego.
23 lipca 1949 roku aresztowany w związku z tzw. sprawą leningradzką, 27 października 1950 skazany na śmierć przez Wojskowe Kolegium Sądu Najwyższego ZSRR pod zarzutem udziału w kontrrewolucyjnej organizacji destrukcyjnej i rozstrzelany. Jego prochy złożono na Cmentarzu Dońskim. 26 maja 1954 został pośmiertnie zrehabilitowany.

## Odznaczenia
- Order Lenina (5 sierpnia 1944)
- Order Czerwonego Sztandaru (26 kwietnia 1940)
- Order Kutuzowa I klasy (29 lipca 1945)
- Order Kutuzowa II klasy (21 kwietnia 1945)
- Order Czerwonego Sztandaru Pracy (20 września 1943)
- Order Czerwonej Gwiazdy (dwukrotnie – 18 maja 1942 i 3 listopada 1944)
- Medal za długoletnią służbę w NKWD

I 3 inne medale.